# الأحراز (الشرقية)
قرية الأحراز هي إحدى القرى التابعة لمركز أبو كبير في محافظة الشرقية في جمهورية مصر العربية. حسب إحصاءات سنة 2006، بلغ إجمالي السكان في الأحراز 4534 نسمة، منهم 2291 رجل و2243 امرأة.